# Lauren Elder (1990)
Pour les articles homonymes, voir Lauren Elder.
Lauren Elder est une artiste américaine née en 1990 à Los Angeles.

## Carrière
Elder vit et travaille à Chicago et à Los Angeles. Son travail a été présenté à la Steve Turner Contemporary, Los Angeles, au Utah Museum of Contemporary Art, Salt Lake City, chez Robert Factures Contemporain, Chicago, au MOMA PS1, New York, à la Oliver Francis Galerie, Dallas, à la galerie Edouard Malingue, à Hong Kong et chez Courtney Blades, Chicago,.

## Liens
- (en-US) Site officiel